# Alfred Gockel

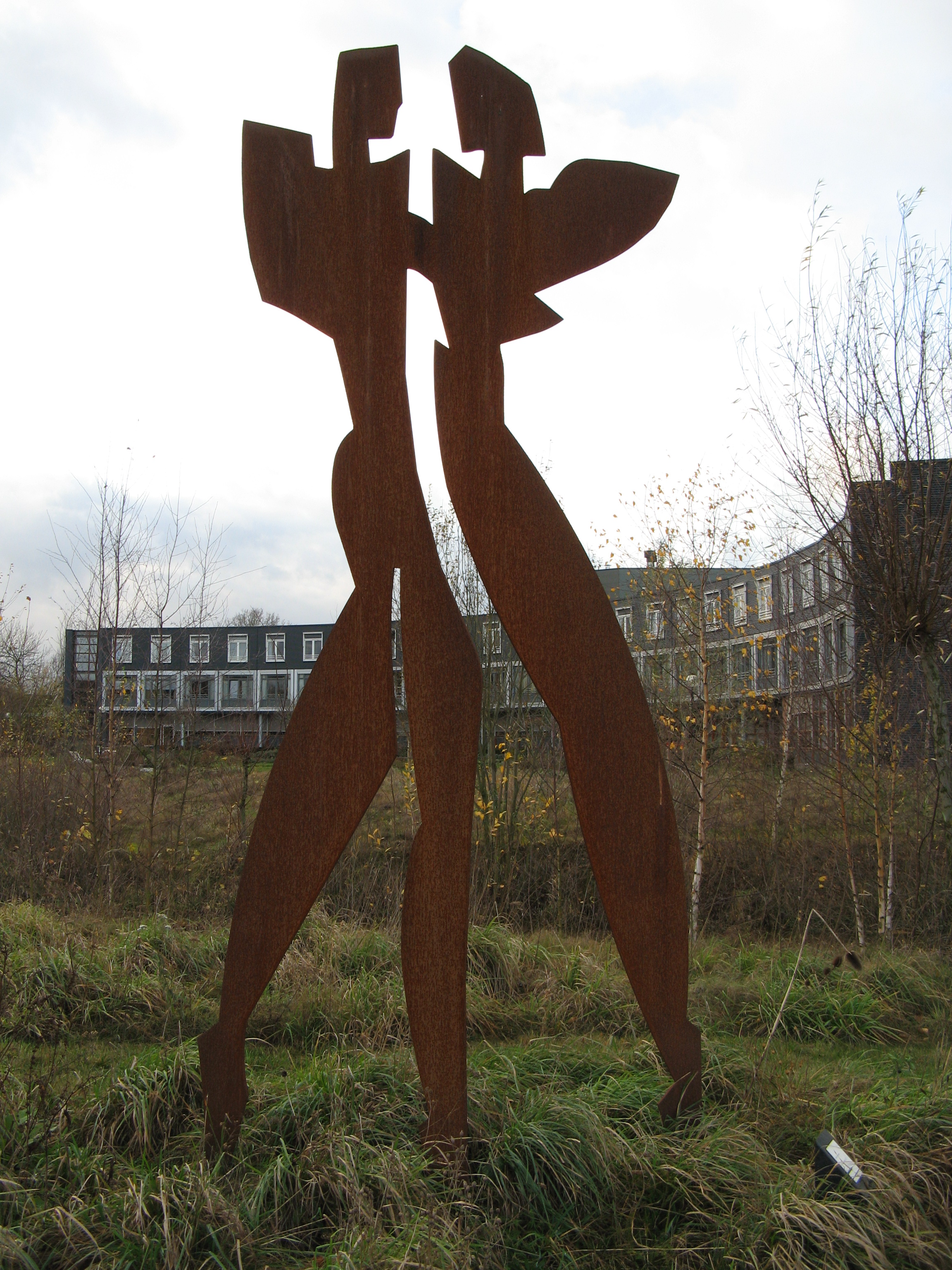
Schattentanz III in Sint Anthonis, Niederlande

Alfred Gockel (* 1952 in Lüdinghausen, Westfalen) ist ein deutscher Künstler. Er befasst sich mit Malerei, der druckgrafischen Technik und Skulpturen. 2006 entwarf er das offizielle Plakat des amerikanischen Komitees für die Olympischen Winterspiele in Turin, Italien. Für Kunst im öffentlichen Raum wurde er bekannt durch die Skulptur Gelbe Engel am Kamener Kreuz, der Schnittstelle der A 1 und der A 2.

## Werdegang
Gockel studierte von 1973 bis 1977 an der Fachhochschule Münster im Fachbereich Design. Anschließend erhielt er hier Lehraufträge für druckgrafische Techniken. Als Künstler in den USA wurde er 1985 durch die Teilnahme an der Art Expo New York mit eigenen Werken bekannt. 1999 eröffnete er das druckgrafische Atelier mit Siebdruckstudio und Radierwerkstatt. 2008 gründete er die Künstlergruppe Quadriga mit Spezialisierung auf klassische druckgrafische Techniken wie Holzschnitt, Lithographie und Linoleum.

## Werk

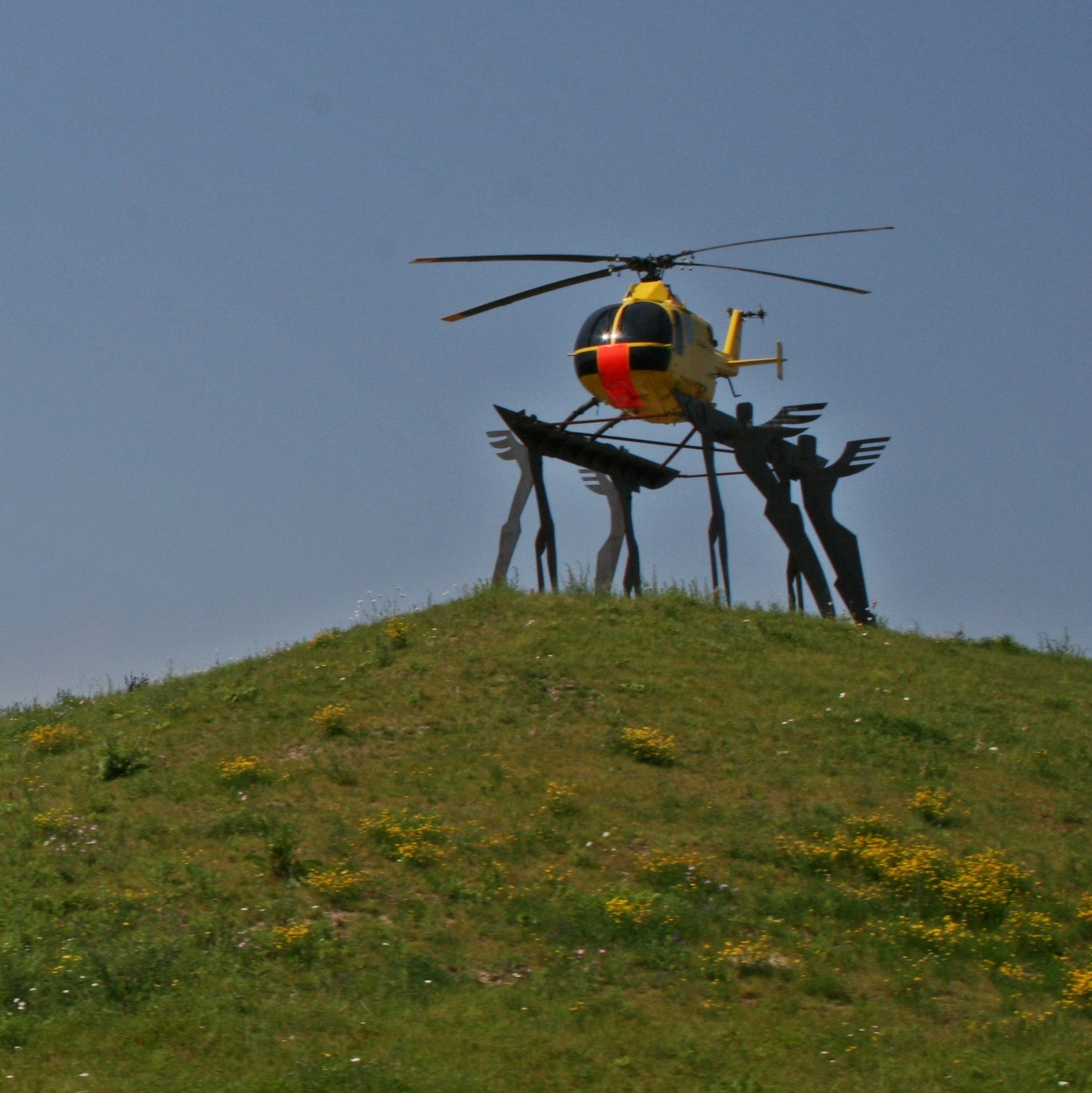
Skulptur Gelbe Engel am Kamener Kreuz

Gockel sucht neben der Malerei und der druckgrafischen Technik den dreidimensionalen Ausdruck, wobei er als Bildhauer Stahl, Acryl, Bronze, Sandstein und Marmor nutzt. Den Bezug zur Kunst im öffentlichen Raum stellt er durch die Gelbe-Engel-Skulptur am Kamener Kreuz und durch eine Skulptur am Hansa-Business-Park bei der A 1-Anschlussstelle Münster-Hiltrup/Amelsbüren her.